# USS Nields (DD-616)
USS Nields (DD-616) – niszczyciel typu Benson. Został odznaczony trzema battle star za służbę w czasie II wojny światowej.
W czasie II wojny światowej głównie na europejskim teatrze wojennym.
21 maja 1943 roku zatopił włoski okręt podwodny „Gorgo” w pobliżu Oranu.
15 maja 1944 roku uczestniczył w zatopieniu niemieckiego okrętu podwodnego U-616.